# ダヴィド・ストレレツ
ダヴィド・ストレレツ（David Strelec、2001年4月4日 - ）は、スロバキア・ノヴェー・ザームキ出身のサッカー選手。スペツィア・カルチョ所属。ポジションはFW。スロバキア代表。

## クラブ経歴
2007年、ŠKスロヴァン・ブラチスラヴァの下部組織に入団し、2018年8月5日、フォルトゥナ・リーガのMFKゼムプリーン・ミハロフツェ戦にてトップチームデビューを果たした。
2021年8月31日、セリエAのスペツィア・カルチョに5年契約で移籍した。

## 代表経歴
2021年3月24日、キプロス代表との2022 FIFAワールドカップ・予選にてスロバキア代表デビューを果たした。UEFA EURO 2020では、同大会に臨む同代表の最終候補に選出されたが、本大会直前に負傷し、登録メンバーからは漏れた。